# Multimedijski center RTV Slovenija
Multimedijski center RTV Slovenija, krajše MMC, je programsko-produkcijska enota javega zavoda RTV Slovenija. V skladu s smernicami  Evropske radiodifuzne zveze, ki predlagajo, naj se tradicionalne javne radio-televizijske postaje razvijajo v multimedijske organizacije, je bil ustanovljen leta 2001. MMC predstavlja interaktivno spletno podporo oddajam oz. programom RTV Slovenija, ustvarja pa tudi svoje lastne vsebine izobraževalne ter informataivne narave, ki jih na svojem internetnem in mobilnem portalu deli z javnostjo. Pod okrilje MMC RTV Slovenija sodi tudi uredništvo za teletekst in uredništvo za podnaslavljanje oddaj za gluhe in naglušne. Od maja 2004 skrbi MMC še za zabavni, informacijski in otroški infokanal. 
Med mnogimi projekti, ki delujejo v okviru MMC so: spletni portal RTV Slovenija, mobilni portal Wap in PDA, ki omogočata dostop uporabnikom mobilne telefonije vsebin RTV Slovenija, SMS storitve, podcasti, RSS novice, pošiljanje radijskega in televizijskega sporeda preko elektronska pošte, blog, forum, klepetalnica, itd.